# Ces messieurs aux gilets blancs
Pour plus de détails, voir Fiche technique et Distribution.
Ces messieurs aux gilets blancs (titre original allemand : Die Herren mit der weißen Weste) est un film allemand réalisé par Wolfgang Staudte, sorti en 1970.

## Synopsis
Le criminel Bruno Stiegler, dit le Dandy, revient de New York à Berlin-Ouest en se faisant passer pour un promoteur de matchs de boxe, afin de commettre des crimes avec son gang.
Lorsque Zänker, juge à la Haute Cour qui vient de prendre sa retraite, apprend ce retour, il cherche vainement à envoyer le Dandy en prison. Il se retourne alors vers ses amis et sa sœur Elisabeth. Le Dandy veut voler les recettes d'un match du Hertha BSC Berlin, mais Zänker le devance.
De même il l'empêche de voler le coffre-fort de l'homme d'affaires douteux Kunkelmann et la bijouterie Haase lors d'une présentation. Zänker a pu faire tout cela grâce à Pietsch, un membre que Zänker avait condamné et qui, pour devenir repenti, joue l'agents double dans le gang de Stiegler.
Walter, le gendre de Zänker, qui vit avec sa fille Monika chez lui, est policier et chargé d'enquêter sur ces crimes. Un mandat d'arrêt est émis contre le Dandy à propos des vols qu'il avait commis avant sa fuite. Stiegler est emmené au poste de police. Zänker se trouve fier d'avoir enfin accompli son devoir de juge.

## Fiche technique
- Titre français : Ces messieurs aux gilets blancs
- Titre original : Die Herren mit der weißen Weste
- Réalisation : Wolfgang Staudte, assisté de Michael Mackenroth
- Scénario : Horst Wendlandt, Paul Hengge (de)
- Musique : Peter Thomas
- Direction artistique : Christoph Hertling (de)
- Costumes : Ingrid Zoré
- Photographie : Karl Löb
- Son : Gerhard Wagner
- Montage : Jane Seitz
- Production : Horst Wendlandt
- Sociétés de production : Rialto Film
- Société de distribution : United Artists
- Pays d'origine :  Allemagne de l'Ouest
- Langue : allemand
- Format : Couleur - 1,66:1 - Mono - 35 mm
- Genre : Comédie policière
- Durée : 90 minutes
- Dates de sortie :
  - Allemagne de l'Ouest : 12 mars 1970.
  - Autriche : 8 avril 1970.
  - France : 13 septembre 1970[1].
  - Suède : 20 octobre 1970.

## Distribution
- Martin Held : Herbert Zänker
- Mario Adorf : Bruno Stiegler, le Dandy
- Walter Giller : Walter Knauer
- Hannelore Elsner : Susan
- Heinz Erhardt : Heinrich Scheller
- Agnes Windeck : Elisabeth Zänker
- Rudolf Platte : Pietsch
- Willy Reichert : Otto Sikorski
- Sabine Bethmann : Monika Knauer
- Rudolf Schündler : Willy Stademann
- Herbert Fux : Luigi Pinelli
- Siegfried Schürenberg : le commissaire Berg
- Norbert Grupe : Max Graf, le boxeur
- Tilo von Berlepsch : le bijoutier
- Friedrich Schoenfelder : le directeur du magasin
- Achim Strietzel : Kunkelmann
- Otto Czarski : le kiosquier
- Kurd Pieritz : le procureur

## Source de traduction
- (de) Cet article est partiellement ou en totalité issu de l’article de Wikipédia en allemand intitulé « Die Herren mit der weißen Weste » (voir la liste des auteurs).